# Those Magnificent Men in their Flying Machines
Those Magnificent Men in their Flying Machines (titulado Aquellos chalados en sus locos cacharros en España, Los intrépidos y sus máquinas voladoras en Argentina, Esos magníficos hombres en sus máquinas voladoras en Chile y Los intrépidos hombres en sus máquinas voladoras, o cómo volé de Londres a París en 25 horas y 11 minutos en México) es una película de época cómica británica de 1965 dirigida por Ken Annakin con música compuesta por Ron Goodwin e interpretada por un amplio reparto: Stuart Whitman, Sarah Miles, Robert Morley, Terry-Thomas, James Fox, Red Skelton, Benny Hill, Jean-Pierre Cassel, Gert Fröbe y Alberto Sordi entre otros. El film se centra en los primeros años de la aviación, ya de moda por aquel entonces.
La producción está basada en Flying Crazy, historia ficticia ambientada en 1910, donde Lord Rawnsley, un magnate inglés ofrece 10.000 libras (equivalente a 1.030.000 libras en el presente) al ganador de una carrera aérea desde Londres a París con el objetivo de demostrar la supremacía aérea británica.

## Argumento
En 1910, el pomposo magnate británico lord Rawnsley (Robert Morley) junto con su hija Patricia (Sarah Miles) y su prometido Richard Mays (James Fox) conciben la idea de organizar una carrera aérea desde Londres a París con el objetivo de consolidar el dominio británico en los cielos. Los dos últimos, tras convencerle de que patrocine la competición en el periódico del que es dueño, se apropia de la idea y prohíbe a su hija, suffragette, participar.
Tras anunciar la cuantía del premio para el ganador, se produce un revuelo internacional, y participantes de todo el mundo llegan a Inglaterra con sus propias avionetas produciéndose en poco tiempo rivalidades patrióticas puesto que la mayor parte de los participantes quedan retratados como estereotipos andantes; entre estos se encuentran el coronel prusiano Manfred von Holstein (Gert Fröbe) con su obsesión de seguir el manual al pie de la letra, el impetuoso conde italiano Emilio Ponticelli (Alberto Sordi) cuyos aparatos terminan destrozados, el francés romántico Pierre Dubois (Jean-Pierre Cassel), el oficial de la Marina japonesa Yamamoto (Yūjirō Ishihara), quien a pesar de su correcta pronunciación del idioma es redoblado como parodia al doblaje al inglés de mala calidad de las películas de Godzilla de antaño y el vaquero estadounidense Orvil Newton (Stuart Whitman).
Dichas rivalidades degeneran incluso en un duelo con mosquetes a bordo de un globo aerostático entre los competidores prusiano y francés, y también el juego sucio del Barón Sir Percy Ware-Hermitage (Terry-Thomas), aviador británico sin escrúpulos que para asegurarse la victoria, sabotea varias avionetas, droga a un piloto e intenta cruzar el canal de La Mancha en barco.

## Reparto
- Stuart Whitman es Orvil Newton
- Sarah Miles es Patricia Rawnsley
- James Fox es Richard Mays
- Alberto Sordi es Conde Emilio Ponticelli
- Robert Morley es Lord Rawnsley
- Gert Fröbe es Coronel Manfred von Holstein
- Jean-Pierre Cassel es Pierre Dubois
- Irina Demick es Brigitte/Ingrid/Marlene/Françoise/Yvette/Betty
- Red Skelton es Hombre de Neandertal, Hombre pájaro, Inventor de la Edad Media, Piloto era Victoriana, inventor de la mochila cohete, Pasajero era Moderna
- Terry-Thomas es Sir Percy Ware-Armitage
- Eric Sykes es Courtney
- Benny Hill es Jefe de bomberos Perkins
- Yujiro Ishihara es Yamamoto (doblado por James Villiers)[2]
- Dame Flora Robson es Madre Superiora
- Karl Michael Vogler es Capitán Rumpelstoss
- Sam Wanamaker es George Gruber
- Tony Hancock es Harry Popperwell (Diseñador de aeronave)
- Eric Barker es Cartero francés
- Maurice Denham es Trawler Skipper
- Fred Emney es Coronel
- Gordon Jackson es MacDougal
- Davy Kaye es Jean, Mecánico jefe de Pierre Dubois
- John Le Mesurier es Pintor francés
- Jeremy Lloyd es Teniente Parsons
- Zena Marshall es Condesa Sophia Ponticelli
- Millicent Martin es Azafata
- Eric Pohlmann es Alcalde italiano
- Marjorie Rhodes es Camarera
- Norman Rossington es Asistente de bomberos
- Willie Rushton es Tremayne Gascoyne
- Graham Stark es Bombero
- Jimmy Thompson es Fotógrafo
- Michael Trubshawe es Niven, ayudante de Lord Rawnsley
- Cicely Courtneidge es Mujer del Coronel
- Ronnie Stevens es Reportero
- Ferdy Mayne es Oficial francés
- Vernon Dobtcheff es Miembro del equipo francés

|}

## Producción

### Orígenes
El director, Ken Annakin estuvo interesado en la aviación desde muy temprana idea desde que el aviador pionero Sir Alan Cobham le llevase en un vuelo en biplano. Posteriormente serviría en la RAF durante la II Guerra Mundial como documentalista. En 1963, junto con el coguionista Jack Davies, Annakin trabajaría en una producción de aventuras sobre vuelos transatlánticos. Sin embargo, la precaria situación económica del productor llevó al traste el proyecto. Al poco tiempo de dirigir las escenas británicas de The Longest Day, Annakin sugeriría a Darryl F. Zanuck trabajar en un filme sobre los primeros años de la aviación.
Para ello, Zanuck financió el proyecto con 100.000 libras esterlinas bajo el nombre de Those Magnificent Men in their Flying Machines después de que la mujer de Elmo Williams, director de 20th Century Fox en Europa compusiese las primeras líneas de la letra de la banda sonora:

Those magnificent men in their flying machines,
They go up, Tiddley up, up,
They go down, Tiddley down, down.

Rod Goodwin compuso la banda sonora, la cual fue publicada en 1965 como single bajo el sello discográfico Stateside Label (SS 422) junto con el álbum del film (SL 10136).
Entre el reparto artístico, se encuentran James Robertson Justice, quien narra en el prólogo la historia de la aviación desde un punto de vista cómico acompañado por el cómico estadounidense Red Skelton, el cual aparece descrito como el personaje protagonista a lo largo de los siglos. También cabe destacar las imágenes de archivo que muestran todos los resultados infructuosos por volar. Acto seguido, el prólogo daba paso a los créditos de inicio animados diseñados por el caricaturista Ronald Searle. Los mismos actores del prólogo, también hacen acto de presencia en el epílogo.
Una de las características de la película, fue el amplio reparto artístico, tanto británico como internacional, los cuales hicieron alarde de sus respectivos tópicos. Entre los actores nacionales, destacan: Benny Hill, Eric Sykes, Terry-Thomas y Tony Hancock entre otros. Sin embargo, uno de los actores, Hancock, se lesionó la pierna durante el rodaje, por lo que Annakin tuvo que incluir su dolencia como característica del personaje.
Uno de los gags recurrentes sugeridos por Zanuck involucra al piloto francés y sus continuos coqueteos con mujeres de varias nacionalidades, todas ellas interpretadas por Irina Demick.
Otro aspecto significativo fue la coordinación entre Annakin y Jack Davies. Ambos trabajaron juntos en Very Important Person (1961), The Fast Lady (1962) y Crooks Anonymous (1962). Mediante la improvisación crearon varias escenas de Fröbe, entre las que destaca la lectura del manual. Aunque es una comedia, los elementos documentales de Annakin se hacen evidentes con los escenarios, el atrezo y el vestuario. Un hecho, es que más de 2.000 extras vistieron trajes de época a lo largo de la película.
Durante el rodaje, dos de los actores: Whitman y Miles estuvieron a punto de abandonar la producción debido a una "insinuación inoportuna" de este primero (de acuerdo con el director); por aquel entonces, Whitman estuvo casado. Aunque Miles no soportaba a su compañero de reparto, accedió a interactuar con él por requisitos del guion. Posteriormente, ambos actores hicieron las paces y el resto del rodaje pudo llevarse a cabo sin ningún incidente.

### Localizaciones

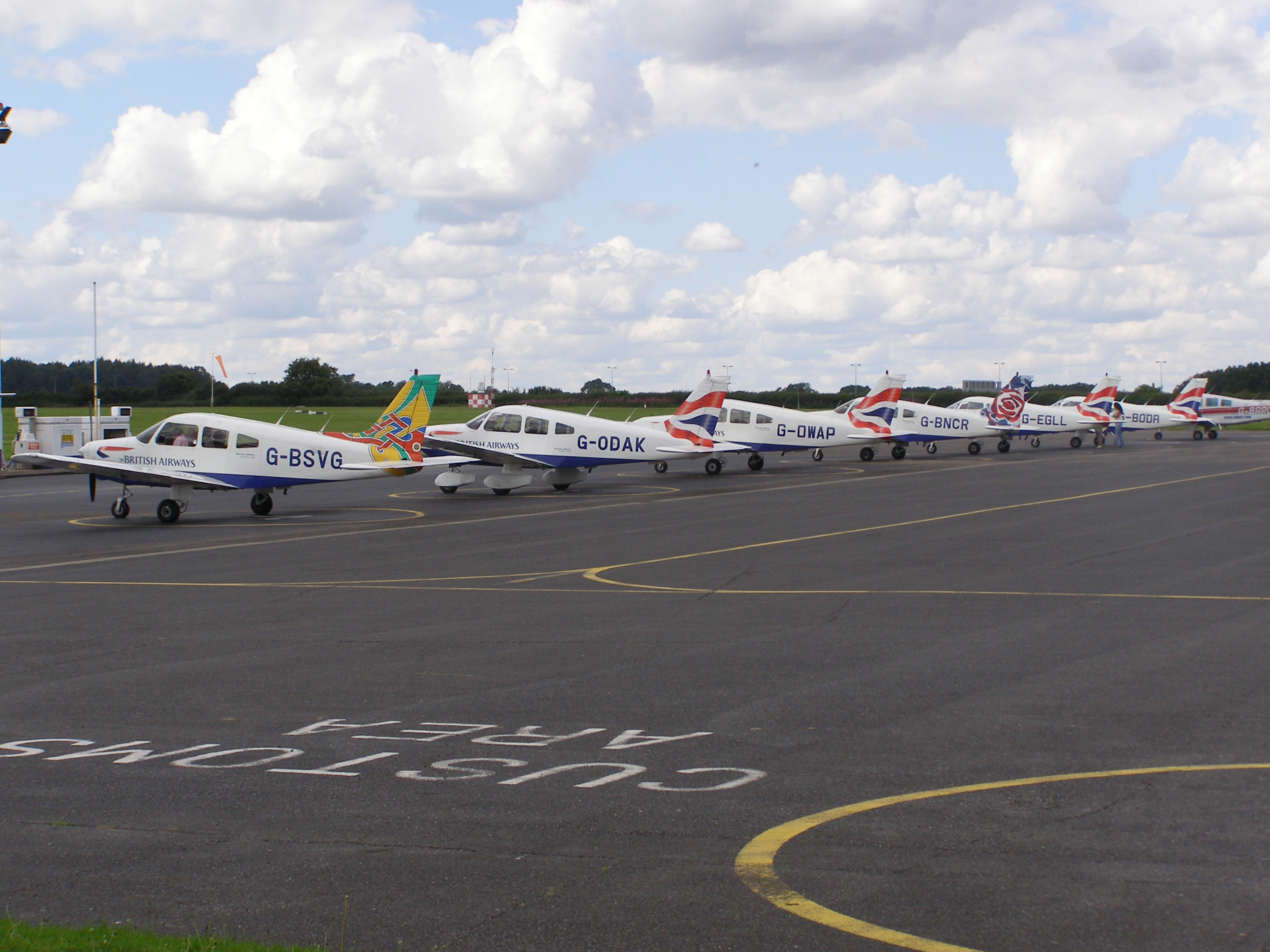
Pistas de Booker

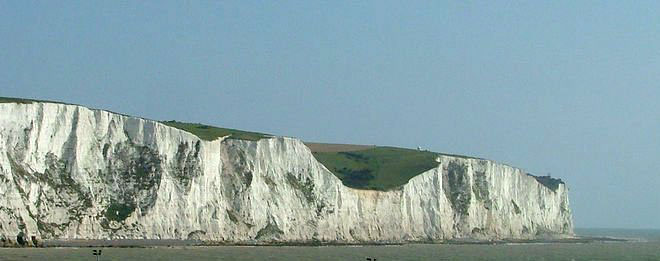
Acantilados blancos de Dover

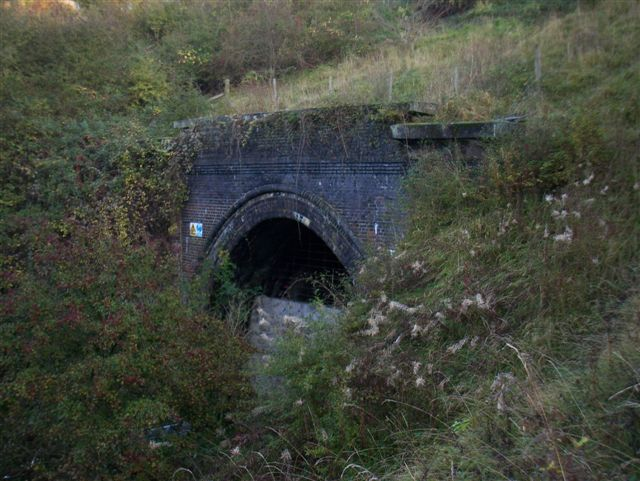
Túnel Old Warden

Para la película se fabricaron modelos y réplicas a escala real de aeroplanos para crear un autódromo de principios del siglo XX, el Brookley Motor Racing Track, el cual fue inspirado en el circuito de Brooklands, donde se testaban los aparatos por entonces. Todas las estructuras, zona aérea y vehículos (entre los que se incluye un Rolls-Royce Silver Ghost valorado en 50 millones de dólares) eran parte de los exteriores de las pistas de Booker, en High Wycombe, Buckinghamshire.
El set completo incluía un molino utilizado como torre de vigía al igual que de restaurante (Old Mill Cafe). También se construyó una tramo circular para una de las escenas de la carrera. Aparte, los campos adyacentes al molino fueron utilizados como localización para varios primeros planos de los pilotos. En cuanto los hangares, fueron construidos en fila, y también se levantó una grada para los espectadores.
Al ser incapaces de obtener los permisos para filmar sobre París, se tuvo que construir un pequeño set en miniatura que recrease la capital francesa. De igual modo se tuvo que recrear Calais. Pinewood Studios y sus interiores fueron utilizados para los efectos especiales y el croma azul, mientras que los exteriores e interiores de la casa solariega de Rawnsley se filmaron en Iver Heath. También se rodó en Kent, donde se pueden observar el Castillo de Dover, los acantilados blancos y la playa, de hecho se puede apreciar en una de las escenas varios ferris modernos (por aquel entonces) en el puerto.
La escena del aterrizaje forzoso sobre el tren por parte de Sir Percy fue rodada en la antigua línea férrea de Bedford a Hitchin, y el túnel Old Warden se encuentra cerca de Bedfordshire.
Otro lugar de rodaje fue la base aérea de la RAF en Henlow.
Don Sharp filmó la segunda unidad.

### Fotografía principal
El film fue fotografiado por Christopher Challis con una Todd-AO de 65 mm. Allen H. Wheeler, Comodoro aéreo de la RAF, fue jefe técnico consultivo. Anteriormente restauró junto con su hijo un Blériot Aéronautique de 1910. Sus conocimientos como restaurador fueron de gran utilidad para la producción y restauración de los aparatos.
Como plataformas para las cámaras se utilizaron: la carrocería de un Citroën modificado, camiones, helicópteros y una plataforma de vuelo; todas fabricadas por Dick Parker. Anteriormente ya trabajó con modelos similares para la película de 1955 Strategic Air Command. Las plataformas consistían en dos grúas y un dispositivo hidráulico con 61 metros de cables que permitían a los actores mantenerse suspendidos a 15 metros sobre el suelo sin que suponga riesgo alguno. La plataforma era lo bastante grande para ensamblar una aeronave.
Para las escenas más complejas se utilizaron fotografías compuestas que fueron terminadas en Pinewood Studios. Algunas fueron realizadas en carlingas rudimentarias y en las puntas de un helicóptero Alouette

### Aeroplanos

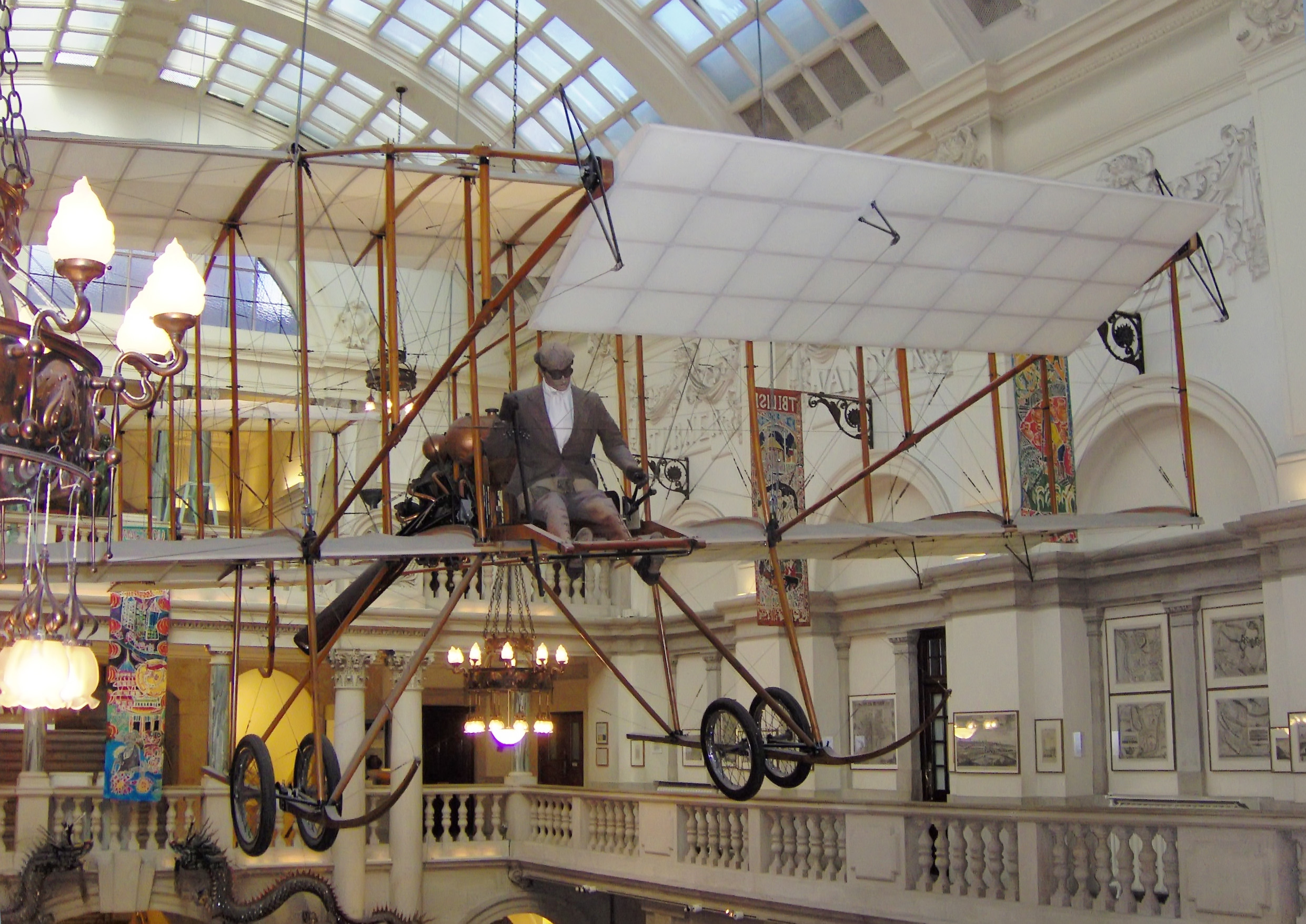
Réplica del Bristol Boxkite de 1963 en el Bristol City Museum.

En la película aparecen varias reproducciones de aparatos aéreos de los años 10, entre los que se incluyen triplanos, biplanos y monoplanos aparte de un multiplano de Horatio Phillips de 1904.
Wheeler insistió en que los materiales fueran los auténticos, aunque permitió el uso de motores modernos y modificaciones necesarias para garantizar la seguridad. De los veinte modelos construidos en 1964 y valorados en 5.000 libras esterlinas cada uno, seis podían volar por dobles y eran mantenidos por catorce mecánicos.
Las condiciones de vuelo fueron monitoreadas. Las escenas aéreas se debían rodar antes de las 10:00h (hora local) o a primera hora de la tarde para evitar las turbulencias más intensas, puesto que las réplicas podían llegar a ser endebles. Por otra parte, cuando las condiciones meteorológicas no eran favorables, en su lugar, se rodaban escenas de interiores. 
Wheeler aparte de consultor técnico, también ejercía de supervisor aéreo durante la producción.
| Orden de salida | Personaje                                 | Modelo                                                        | Observaciones  | Referencias                 |
| --------------- | ----------------------------------------- | ------------------------------------------------------------- | -------------- | --------------------------- |
| 1               | Richard Mays                              | Antoinette IV                                                 | N.º 8 Réplica  | [ 21 ]                      |
| 2               | Sir Percy Ware-Armitage                   | Avro Triplane IV                                              | N.º 12 Réplica | [ 14 ] [ 22 ] [ 23 ]        |
| 3               | Orvil Newton                              | Bristol Boxkite                                               | N.º 7 Réplica  | [ 14 ] [ 24 ] [ 10 ] [ 25 ] |
| 4               | Tte. Parsons                              | Picat Dubreuil                                                | N.º 4          |                             |
| 5               | Harry Popperwell                          | Dixon Nipper                                                  | N.º 5          |                             |
| 6               | Cor. Manfred von Holstein Cp. Rumplestoss | Eardley Billing Tractor                                       | N.º 11 Réplica | [ 26 ]                      |
| 7               | Mr. Wallace                               | Edwards Rhomboidal                                            | N.º 14         |                             |
| 8               | Charles Wade                              | -                                                             | -              |                             |
| 9               | Yamamoto                                  | Eardley Billing Tractor                                       | N.º 1 Réplica  | [ 26 ]                      |
| 10              | Conde Emilio Ponticelli                   | Philips Multiplane Passat Ornithopter Lee Richards Vickers 22 | N.º 2 Réplicas | [ 27 ] [ 28 ] [ 29 ] [ 30 ] |
| 11              | Henri Monteux                             | -                                                             | -              |                             |
| 12              | Pierre Dubois                             | Santos-Dumont Demoiselle                                      | N.º 9 Réplica  | [ 3 ]                       |
| 13              | Mr. Mac Dougall                           | Blackburn Aircraft                                            | N.º 6 Original | [ 31 ] [ 23 ]               |
| 14              | Harry Walton                              | -                                                             | -              |                             |

## Recepción

### Críticas
El estreno tuvo lugar el 3 de junio de 1965 y contó con la presencia del Duque de Edimburgo en el Teatro Astoria de West End de Londres.
Las críticas contemporáneas fueron en general positivas. Bosley Crowther del The New York Times definió el filme de "película divertida, completamente colorida y con ritmo". Desde Variety ofrecieron una reseña similar: "tal obra elegante y nostálgica ha sido un éxito en las pantallas estos años recientes. Es una mirada atrás hacia los días de aquellos pioneros de la aviación, de cuando los aviones fueron construidos con alambres para embalajes y saliva y ofreciendo al mismo tiempo una experiencia entretenida". Cuando la película se estrenó en 1969 para la televisión, TV Guide valoró positívamente todos los aspectos del film: "buena, humor blanco, acción trepidante, buena cinematografía, diálogos nítidos, maravillosos aviones y un excelente plantel artístico".

### Estreno y Taquilla
Bajo el título original de Those Magnificent Men in their Flying Machines; or, How I Flew from London to Paris in 25 Hours 11 Minutes, varias salas de cine optaron por acortar el título. En cuanto a la duración, al tratarse de dos horas de película, la producción fue considerada un proyecto de gran envergadura siendo una de las tres producciones filmadas con Todd-AO de 70 mm en la que se mostró un interludio musical como parte del estreno original. Debido al proceso del Todd-AO, la película se proyectó en salas Cinerama cuyas localidades debían ser reservadas con antelación.
La producción fue un éxito de taquilla y estuvo a la par de otras películas de los años 60 del género de comedia como The Great Race de 1965 y It's a Mad, Mad, Mad, Mad World de 1963.
Incluso en el presente, está considerada como un "clásico" del cine de aviación.
De acuerdo con la taquilla, la película obtuvo una recaudación de 31 millones de dólares frente a los 6,5 millones del dinero invertido.

### Premios
| Premio        | Categoría                               | Nominado                       | Resultado |
| ------------- | --------------------------------------- | ------------------------------ | --------- |
| Premios Óscar | Mejor Guion                             | Ken Annakin y Jack Davies      | Nominados |
| BAFTA         | Mejor Vestuario                         | Osbert Lancaster y Dinah Greet | Ganadores |
| BAFTA         | Mejor Dirección Artística               | Thomas N. Morahan              | Nominado  |
| BAFTA         | Mejor Cinematografía                    | Christopher Challis            | Nominado  |
| Globo de Oro  | Mejor Largometraje de Comedia o Musical |                                | Nominado  |
| Globo de Oro  | Mejor Actor de Comedia o Musical        | Alberto Sordi                  | Nominado  |
| Globo de Oro  | Mejor Actor Novel                       | James Fox                      | Nominado  |